# Podróż sentymentalna przez Francję i Włochy
Podróż sentymentalna przez Francję i Włochy (ang. A Sentimental Journey Through France and Italy) – powieść Laurence’a Sterne’a opublikowana w 1768 roku tuż przed śmiercią pisarza.
Powieść została przez czytelników przyjęta z entuzjazmem, gdyż idealnie odpowiadała ówczesnej uczuciowości. We Francji pierwszy przekład ukazał się już w 1769 roku, a do końca wieku dzieło było wydawane jeszcze jedenaście razy, a do roku 1911 – siedemdziesiąt. Przez ten czas powstawały liczne kontynuacje, parodia i pastisze. Wiele klubów i stowarzyszeń obierało sobie za patronów bohaterów powieści. Pierwszego polskiego przekładu dokonał w 1817 roku Stanisław Kostka Potocki. Wcześniej czytywano ją w Polsce w oryginale lub po francusku.
Od tytułu Podróży sentymentalnej wziął się termin sentymentalizm, jako oznaczenie jednego z prądów kulturalnych epoki oświecenia.

## Treść
Główny bohater i narrator Yoric podróżuje po zachodniej Europie. W swoich zapiskach z podróży nie opisuje ani gospodarki, ani zabytków krajów, które zwiedza, lecz zdarzenia na pozór błahe, które jednak składają się na duchowy portret bohatera. Jest wrażliwy na ubóstwo, często wspiera ubogich. Wzrusza go widok wszelkiego piękna, zwłaszcza wdzięki kobiet, co jednak nie przeszkadza mu zachowywać wierności przebywającej w Londynie Elizie. Każde spotkanie z drugim człowiekiem staje się dla Yorica źródłem refleksji i okazją do zademonstrowania uczuć (np. wzruszenie podczas spotkania z obłąkaną Marią, albo łzy wylane na grób zakonnika). Yoric okazuje niechęć do sztuczności, jednak nie podejmuje się krytyki społecznej. Skupia się na wpajaniu w czytelnika cnót społecznych, nie podważając istniejącego porządku ustrojowego.
Skłonność do dobrotliwej ironii oraz autoironii, a także lekceważenie przez pisarza prawideł kompozycji sprawiała, że niektórzy odbiorcy odbierali jego powieść jako kpinę z melancholijnej uczuciowości, a nie jej pozytywną demonstrację.